# Предмишница
Предмишницата е частта от ръката, разположена между лакътя и китката. Изградена е от две големи кости – лъчева и лакътна. Между тези две кости има мембрана, която ги свързва. Предмишницата е обвита в кожа. От двете си страни е покрита с косми, като от долната част са доста по-малко, отколкото на горната. Предмишницата съдържа нерви, кръвоносни съдове и силни мускули, които помагат за нормалното функциониране на ръката.